# Historische Vereniging Vleuten, De Meern, Haarzuilens & Leidsche Rijn
De Historische Vereniging Vleuten, De Meern, Haarzuilens & Leidsche Rijn is opgericht in 1981 en heeft als doelstelling de geschiedenis van Vleuten, De Meern, Haarzuilens en Leidsche Rijn levend te houden. De vereniging geeft eenmaal per kwartaal een periodiek uit met de naam 'Rond Leidsche Rijn & Vleutensche Wetering'. Daarnaast organiseert de vereniging cursussen, excursies en lezingen en geeft zij rondleidingen op locaties als De Hoge Woerd.

## Huisvesting
Het documentatiecentrum van de vereniging is gehuisvest in de Broederschapshuisjes in Vleuten.